# 신코가역
신코가역(일본어: 新古河駅, しんこがえき)은 일본 사이타마현 가조시에 있는 도부 철도 닛코 선의 역이다. 역 번호는 TN 05이다.

## 역사
- 1929년
  - 4월 1일: 영업 개시.
  - 10월 1일: 낚시꾼 유치로 인하여 특급 정차 개시.
- 1935년 7월 21일: 3대째 미쿠니바시의 완성으로 현재 위치로 이전되면서 구역사는 화물역 "신코가 화물 취급소"(후에 신호소로 전환되면서 1981년 9월 15일 폐지).
- 1942년: 특급이 운행 중지.
- 2006년 3월 18일: 다이아 개정으로 구간 쾌속 열차의 정차, 낮 시간대의 옛 준급(현, 구간 급행)이 미나미쿠리하시 역에서 계통 분할된 대신으로 속달화하게 됨.
- 2012년 3월 17일: TN 05의 역 번호 도입.
- 2013년 3월 16일: 다이아 개정으로 구간 쾌속 열차 통과.

## 역 구조
상대식 승강장 2면 2선의 지상역에서 교상 역사를 갖는다. PASMO 대응 자동 개찰기가 설치되었고 에스컬레이터, 엘리베이터 및 다기능 화장실은 설치되지 않았다.

### 승강장
| 번호 | 노선    | 방향 | 행선                                                                                            |
| ---- | ------- | ---- | ----------------------------------------------------------------------------------------------- |
| 1    | 닛코 선 | 상행 | 미나미쿠리하시・도부 도부쓰코엔・ 도부 스카이트리 라인 기타센주・도쿄 스카이트리・아사쿠사 방면 |
| 2    | 닛코 선 | 하행 | 신토치기・도부 닛코・ 기누가와 선・ 우쓰노미야 선 도부 우쓰노미야 방면                          |

## 역 주변

### 히가시구치
- 국도 제354호선 및 사이타마현도 제9호선・미쿠니 교 - 와타라세 강을 건너면 고가 시가지이다.
- 후루카와 우체국
- 후루카와 역사 박물관
- 후루카와 문학관
- 와타라세 유수지・후루카와 골프 링크스
- 사이타마현도 제368호선

### 니시구치
도부 철도가 개발한 주택지 "도부 CITY 신코가"가 있다. 이 지역은 가조 시 요코다이의 대지 위에 있는 신흥 주택지이다.
- 아시카가 은행
  - 가조 시 기타카와베 종합 지소(옛, 기타카와베 정사무소)
  - 가조 시 기타카와베 공민관
- 기타카와베 평생 학습 센터
  - 가조 시립 기타카와베 도서관
- 기타카와베 체육관
- 사이타마 동부 소방 조합 가조 소방서 기타카와베 분소

## 사진

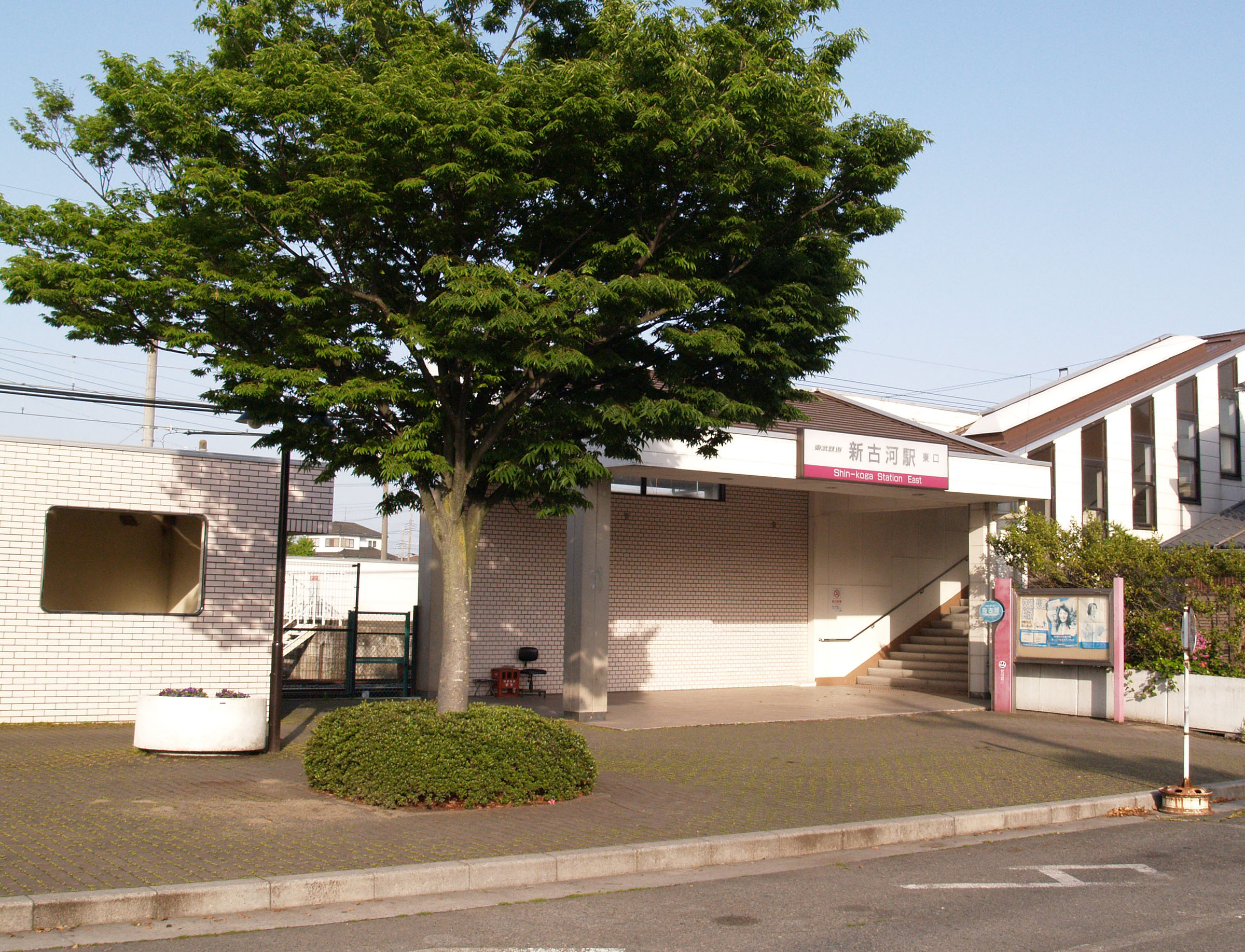
동쪽 출입구
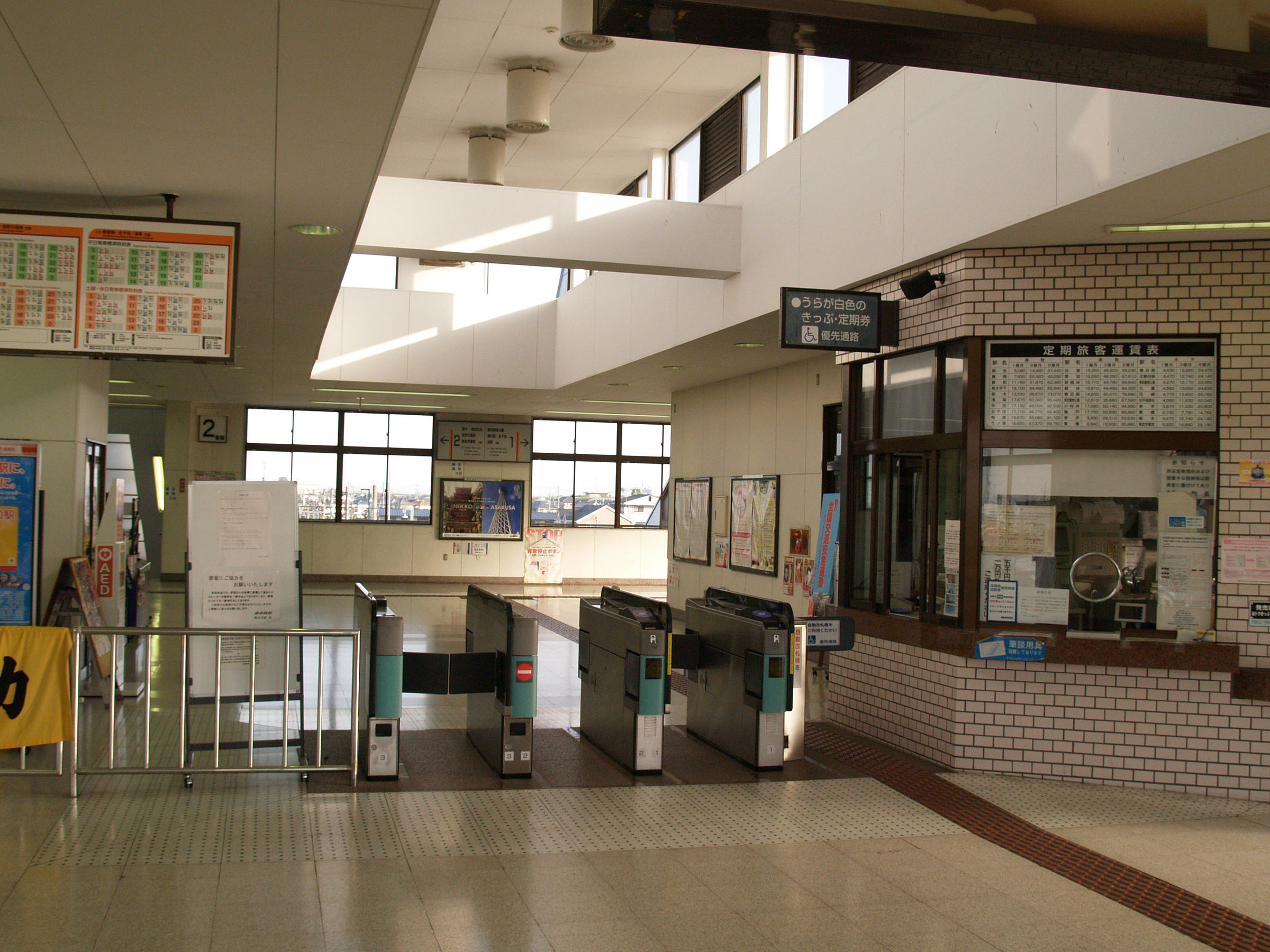
개찰구

## 인접역
| 도부 철도 닛코선                    | 도부 철도 닛코선 | 도부 철도 닛코선          |
| ----------------------------------- | ---------------- | ------------------------- |
| TN 04 구리하시 도부 도부쓰코엔 방면 | ■ 보통           | 야규 TN 06 도부 닛코 방면 |